# 建炎南渡

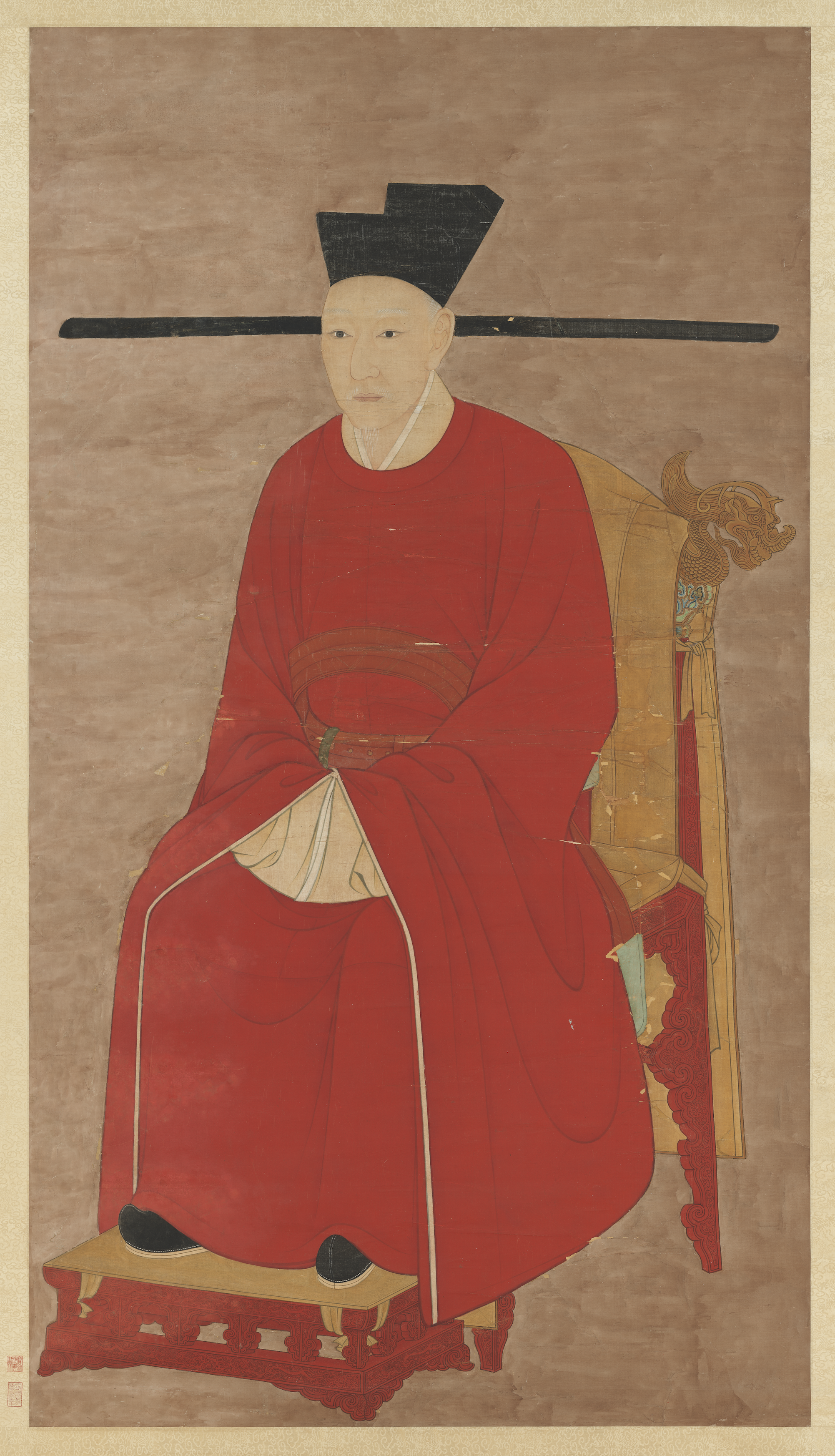
南渡江南重新建立宋朝的宋高宗赵构，其建立長達152年的偏安政权。

建炎南渡或称宋室南渡、高宗南渡，亦有人称为靖康南渡，广义上指的是宋室的遷都，狭义上是指兩宋交替之际北宋皇室康王赵构为了躲避北方女真人的追击而南逃到江南地区建立南宋的历史事件。从靖康二年（1127年）夏，一直到建炎四年（1130年）二月，金国以「搜山检海」为号连续派兵追击南下的赵构，最终在绍兴十一年（1141年）以宋金两国和谈结束。此后，宋金两国形成南北对峙局面。

## 历史
从靖康二年（1127年）夏，一直到建炎四年（1130年）二月，金太宗以「搜山检海」为号，派兵追击南下的宋高宗，最终宋高宗定都临安。
经过十多年战爭后，宋金两国在绍兴十一年（1141年）達成绍兴和议，形成南北对峙局面。
面对内有流寇犯上作乱，外有胡人虎视眈眈的局面，宋高宗在建立南宋政权之初，通过下放将领权力，稳定了政治政局，又任用权相秦桧，集中权力壓制武將，建立了中国历史上在江南立国最久的偏安政权。
南宋不愿意投降金国，無論是王公贵族、文臣武将、還是普通百姓、販夫走卒瞬间涌向苏杭地区。南方各个都市和地区面对这一局面，当地的社会风俗也随着发生了巨大变化。

## 背景
靖康之難中宋徽宗和宋钦宗还有眾多的宋朝宗室包括皇后、嫔妃、皇子、公主等被金国俘虜掳到北方，而宋徽宗第九子康王趙構因在外地募兵勤王，幸免于难，成为硕果仅存的趙家人。靖康二年（1127年），当金军从汴京撤军时，担心自己统治力量薄弱，无法镇压宋朝军民的反抗，于是建立伪楚政权，立原宋朝官员张邦昌为伪楚皇帝。张邦昌万般无奈被迫称帝，又担心被宋朝以谋反之罪论处，只好以孟太后的名义，下诏传位给赵构。

## 过程

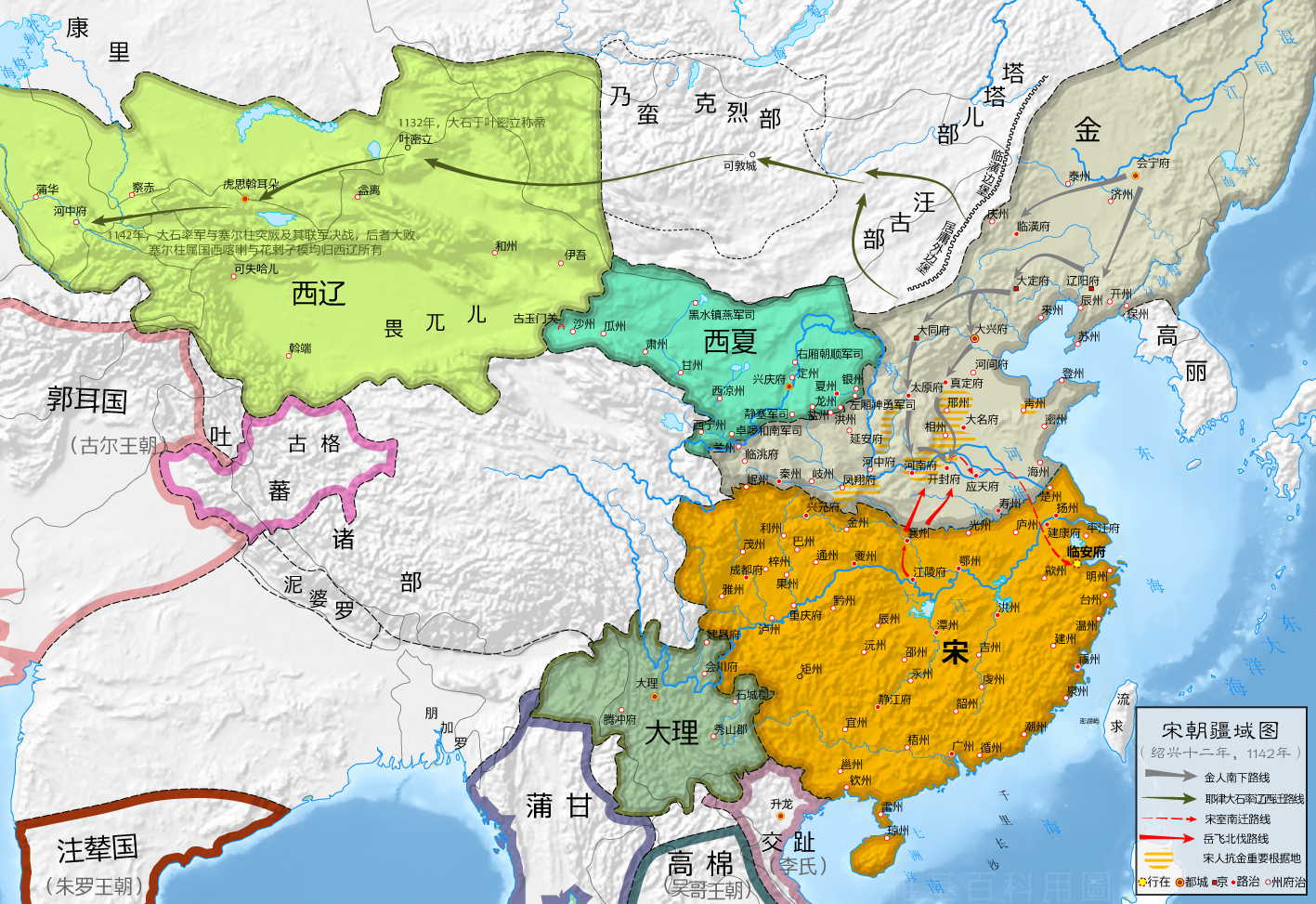
1141年金、南宋、西夏三国对峙图

### 赵构即位
靖康二年（1127年），死里逃生的赵构從今河北南下到南京应天府（今河南省商丘市）稱帝，改元建炎，重建大宋王朝，是为宋高宗。即位之後，高宗遙尊被擄到金國的其生母韋氏為「宣和皇后」，封自己的外祖父韋安道為郡王，親屬三十人均任官職。並且從此不斷派遣使者到金國求和要迎韋氏回南宋。期初高宗迫于当时形势起用主战派的大臣李纲为宰相，但不久之后又将李纲赶走，崇信汪伯彦、黄潜善等佞臣，无力收复中原。

### 金军南下
金国听到高宗即位后，举国哗然，后悔当初宋金谈判时放回做政治人质的他。而金国扶持的伪楚政权也迅速瓦解，张邦昌火速退位，于是金国开始整兵备马准备再度南征。南征的目标就是活捉高宗，称之为「搜山检海捉赵构」。东路军是以挞懒和完颜宗弼为帅下淮南，西路军派娄室和讹里朵攻打陕西，中路军粘罕率军进犯两湖。三路大军浩浩荡荡南下，完颜宗弼接到金太宗命令率本部人马随完颜宗辅大军一起南下。完颜宗辅自河北出发，完颜宗弼为先锋，先后攻占濮州、开德、大名等地，一路势如破竹，所过州县，即破或不战而降，金兵一直打到长江北岸。

### 南渡之路
高宗听说金军一路南下，跟他当时在金营做人质时候的表现简直判若两人，只要是听到金军铁骑南下的消息，马上准备逃跑，一路南行。先是過淮河再渡过长江，从济州逃到了镇江，建炎三年（1129年）一月，韩世忠在沐阳溃败，金军快速南下。数百骑兵到达扬州西北之天长。不久金人破天长军。高宗得内侍探报，即穿盔甲乘马出门，出走扬州，而百官和宰相竟然不知此事。高宗慌忙出逃，来不及收拾行李，连皇帝的龙袍、冠冕、玉玺和出行的仪仗器具，甚至从东京汴梁请来的太祖牌位还有一些国家机密文件统统被金军缴获，城内军民听说皇帝逃出城外，也纷纷向城外逃跑，有的大臣甚至连官印都来不及拿走。高宗渡江到京口；再奔镇江；至甲寅再次长州；乙卯次无锡；丙辰次平江府。
建炎三年（1129年），高宗改江寧府為建康府（今南京市）作為行都。金军以完颜宗弼为帅，再次以四路大举南侵，完颜宗弼亲自亲率主力追击高宗。高宗向金乞和，表示自己现在处于“以守则无人，以奔则无地”的地步，希望金国“见哀而赦己”，不要再向南派兵了。但是金国主帅全不理睬，一举突破了南宋布置的长江防线，继续向南进军。高宗迫于当时主战派和军民抗金的舆论压力，不得不罢免汪伯彦、黄潜善等人。同年三月，苗傅和刘正彦利用禁军将领对高宗人事安排等不满，发动兵变，杀了高宗信任的同签书枢密院事王渊还有他周边的一些宦官，他本人也被迫禅让于皇子。四月，高宗在文臣张浚、吕颐浩和武将韩世忠、刘光世、张俊等勤王之师的拥护下复辟。复辟后高宗举行仁宗法度，录用元祐党人，多方改易政策。
建炎三年（1129年）十一月，完颜宗弼率金军渡过长江天堑，打败杜充所率领的宋军，攻克建康，派遣帐下诸将分别徇近地，他本人则亲率大军攻取广德军路、湖州（今属浙江）等地，兵锋直指临安府（今浙江杭州）。面对咄咄逼人的金军，高宗無路可去，又接到金军逼近临安府消息。只好被迫采取入海避敌，高宗从临安逃到越州（今浙江绍兴），再逃到明州（今浙江宁波）。而此时的完颜宗弼派阿里、蒲卢浑为先锋领四千精兵追袭高宗；又派讹鲁补、术列速攻取越州。阿里军连破宋军，宋军无力抵抗，金军逼近明州。高宗无奈决定组织行朝入海避金军主力锋芒，坐楼船逃往定海（今浙江镇海），渡海到昌国（今浙江定海）。建炎四年（1130年）正月初三，高宗乘御舟到台州章安镇（今浙江黄岩东北），在这里停留了半个月稍作休整，后向温州沿海移动，二月二日到温州江心寺。完颜宗弼在正月十六日攻陷明州后，也积极备船，准备入海追获高宗。高宗得知金军主帅将至明州，无可奈何只好让御舟漂泊在台州与温州间的海上。

### 金军北撤
高宗在溫州沿海漂泊四個月之久。由於南方天候潮濕河道港岔縱橫，加上南宋軍民的英勇抗戰，金军又在海中遇上大风暴，也被宋军水师打得大败，鉴于后方空虚，战线漫长，屡遭宋朝抗金武装的袭击，金军主帥完颜宗弼只得在建炎四年（1130年）二月撤兵北返回国，并对外声称已完成「搜山检海」的目标。北上时，带着从江南各地区所掠夺来的大量金银财宝沿大运河北还，临行前还将古城临安付之一炬。沿途所过州府县衙均遭纵火焚城，奸淫掳掠，延绵数千里到处都是烟焰不绝。
在北撤鎮江時，被宋將韩世忠截斷退路，被逼入黃天蕩。宋軍以八千兵力圍困金兵十萬之眾，竟相持四十八日，宋軍水师战船高大，扼守江口，使得金军无法过江。而金军虽然兵多，但是战船很小也很少，又不善水战，两军交战十几回合，金军损失惨重。完颜宗弼无奈只得张榜立赏，求破宋良策。一个姓王的福建人因贪赏而献策，主张用火攻。金军上下马不停蹄地赶制火箭。宋军的船队由于巨大停在江上不能移动，完颜宗弼令军士驾小船向宋军战船篷帆射火箭，宋军大败，主帅韩世忠和少数侥幸没死的将士在瓜步弃舟，从陆路逃回镇江，金軍得以北撤。途中又在建康被岳飞打敗，岳飞在建康牛首山、韩府山一带设伏，修建工事，伏击金兵，金军损失惨重。牛首山大捷后，宋军乘胜追击，将全部金军将士驱逐过江，一举收复建康，北还后的完颜宗弼從此不再主张南下攻宋，而金军再也不敢渡江。

## 结果

### 定都杭州
紹興元年（1131年），宋高宗升杭州為临安府（今杭州市）作為「行在」；紹興八年（1138年），正式定臨安為行都，建康改為留都。
「中興四將」中的岳飛通過北伐，奪回由金扶植的偽齊政權一部分中原土地。宋高宗在苗刘之变后，一心議和以保半壁江山，和岳飛的北伐意向始終相左。宋金在紹興八年（1138年）首次議和，南宋一度收回河南與陝西部分领土。

### 绍兴和议
紹興十年（1140年）五月，金人撕毀和議，快速攻下河南與陝西，並继续深入南下。由於宋朝軍民抗戰英勇，金軍在川陝、兩淮的進攻皆告失敗。七月，金將兀术南攻不利，轉攻郾城，被岳飛打敗，轉攻穎昌，又為岳飛敗。岳家軍乘勝追擊，一直打到距開封僅四十五里的朱仙镇，兀朮出逃開封，北方各地義軍紛紛響應，以至於金人南望歎「撼山易，撼岳家軍難」。就在此時，高宗連下十二道金牌催促岳飛班師，大有起色的北伐之功，就此结束。紹興十一年（1141年）十一月，宋金於書面達成《紹興和議》，兩國以淮水—大散關為界。宋割讓被岳飛收復的唐州、鄧州以及商州、秦州的大半，每年向金進貢銀廿五萬兩，絹廿五萬匹。
紹興十一年十二月末除夕夜（1142年1月27日），宋高宗以“莫須有”的罪名赐死岳飛與其子岳雲、部將張憲於臨安（今杭州）。《紹興和議》生效后，宋高宗生父宋徽宗的靈柩和生母韋氏本人被送回南宋，钦宗则因为金人反悔而未能南归。

## 规模

### 南下人口
北宋末年到南宋初期，女真人占据中国大陆中北部大部分地区，使得中国出现第三次人口南迁高潮，北方大批人口随着撤退的南宋统治者，迁居偏安江南地区。关于这次中原人逃亡，后世中都有许多记载，累计南下移民500万以上，是历代中原汉民族南迁最大的一次。在东南沿海各省，甚至闽、粤都有大量来自北方的移民，较集中的区是苏南、浙江一带，更密集的移民区则是从江苏苏州至浙江宁波一带，最高度集中是在杭州城。这次南渡移民，形成了世界上影响巨大的“客家人”族群。大量南渡到江南的结果是，南方人口第一次超过北方人口，也最终完成了中国人口、文化、经济等重心由黄河流域转移向长江流域，从此中国便进入南盛北衰的阶段。

### 南渡名家
复旦大学教授吴松弟通过多年来在各类古籍中搜集建炎南迁有名望的历史人物，一共搜集到了一千余人，其中来自河南的六百人，山东一百五十人，江淮一带七十四人，河北六十人，山西、陕西、甘肃九十人等。
- 山东曲阜孔子家族除少数留守曲阜孔庙外，衍圣公、孔子第48代嫡长孙孔端友和族长孔传（孔若古）率众族人随高宗南渡，高宗念其忠诚，赐家衢州，并在当地建立家庙[參⁠ 17][參⁠ 18]。
- 司马光家族后代也随着高宗南渡，遍布浙江绍兴、四川宜宾等地。明末绍兴一支又回到夏县定居，延续至今[參⁠ 19]。
- 北宋龙图阁宣学士包拯的第七代孙包元吉率领包家族人随高宗南渡到临安[參⁠ 20]。
- 词人辛弃疾爷爷辛赞，因在靖康之变时未能随宋室南渡，不得已在金国任职，但是其他家族成员多数都迁移到江南地区。
- 理學的奠基者之一的張載四世孙张选，随着高宗南渡。
- 北宋画院著名画家李唐，冒死从金营中逃了出来，同高宗一起南渡[參⁠ 21]。
- 画家吴昌硕祖先吴瑾与高宗南渡，由江苏淮安迁至浙西鄣吴村[參⁠ 22]。
- 画家赵伯驹和其弟趙伯驌也辗转流寓江南[參⁠ 23]。
- 画家马麟原籍河中（今山西省永济），南渡后三代居钱塘，遂为钱塘（今浙江省杭州市）人。
- 著名词人李清照为了躲避北方战乱局势，也举家南下，追随高宗踪流徙浙东一带，她所带的珍贵图书文物也大部散失[參⁠ 24]。
- 名医陈素庵随宋室南渡，遂为钱塘人[參⁠ 25]。
- 高宗南渡江南，在太湖西山岛岛上安置了大批北方移民，移民中有王室望族，其中郑、蔡、秦、徐等十七个姓氏为主，逐步形成东村、后埠、明月湾、堂里等村落[參⁠ 26]。

## 评价
宋高宗的南下使得金朝失去消灭宋朝的的机会，为宋朝的继续和后来的与金对峙起到了一定的作用。而宋高宗成为南宋第一代皇帝，奠基了南宋一百五十余年的基业。

## 影响

### 夷夏之防与正统之说
靖康之难的历史巨变，使得宋朝军民的爱国主义、民族主义热情空前高涨， 夷夏之防之说更容易被世人接受，宋室南迁后一方面防止武將北伐，另一方面加强夷夏之防的教育，成就了南宋一大批爱国诗人和词人，例如：陆游、辛弃疾等。南宋为了宣扬自己的正统性和合法性，不得不从历史中寻找和自己有类似经历的王朝例如：蜀汉，并且大力赞扬和宣传蜀汉的正统性，而且矮化和丑化曹魏的正统性和曹操等人物。由此，民间有了「闻刘玄德败，有出涕者；闻曹操败，即喜，唱快。」的局面，而这种情况直接影响到后世对曹魏等历史人物的看法，六朝的後世歷史認受地位也得以加強。

### 表彰忠义和严惩罪臣
宋高宗南渡后初建的南宋政权可谓是内忧外患，内有流寇、山贼等不断的起兵作乱，同时，各地手握重兵的将帅也时刻影响着南宋的安危，而外部还要面临来自北方金国强大的军事压力。以上这些问题需要宋高宗重整秩序，确立南宋权威。高宗南渡后，马上表彰各地军事力量英勇抗金的行为和严肃惩治一些投降罪臣。例如传统儒家道德观中的忠勇和气节在对待张邦昌、宋齐愈及洪刍等人的审讯中，被渲染的淋漓尽致。高宗以稳固士大夫阶层为主体的南宋政治基础，以及重建皇权支配下的军事力量，使得初步建立的南宋政权逐渐稳定。

### 北伐论调
宋室南迁以来，让宋朝的统治中心从中原到江南偏安一隅，南宋朝廷和民间的「报君父之仇」、「收复北方失地」、「迎回二圣」等的呼声从来没有停止过。

### 文化传播
两宋交替之际，大规模的中原人随宋室南迁到江南地区，给南方传统文化特别是饮食文化、娱乐活动、节日及城市建设带来了一定影响，而以北宋首都东京为代表的中原文化在南方迅速传播开来。宋室南迁还导致南方和北方两种方言有了接触，从而形成了今天带官话色彩的吴语杭州话。
正院画或院体画的名称，书画界有人认为始于建炎南渡，但其实该画风并不始于南宋，只是到南宋时代，院画的风格发展更突出。
宋高宗南渡并迁都杭州之后，画师绣工云集苏杭地区，刺绣丝绸业开始兴盛，促进了苏杭一带刺绣工艺的发展，出现了前所未有的繁荣局面。
由于北方诸多官窑被金国占领，宋高宗南渡杭州后，官方只好新設窑場，烧制官窑瓷器。官窑是宋朝汝、官、哥、钧、定五大名窑之一。南宋官窑承袭北宋旧制，靠澄泥作范，制作手艺规整精致，瓷器釉质晶莹透澈，为世人珍爱。由于存世稀少，现存的官窑价格不菲。

### 经济中心南移
宋室南渡后，安置北方拥入的难民和军事、财政的问题比较突出，宋高宗通过卖断公田的做法，来一一解决这些问题。宋室南迁导致南方生态环境因素变化，江南被大规模开发，中国社会经济重心彻底转移到了南方，中国从此进入北方主抓政治，南方主抓经济的二元时代。

### 社会
南渡江南的高宗，不太适应南方的生活习惯。特别是到了杭州，高宗发现当地人爱吃烤田鸡，又因田鸡扒皮后的姿势和人很像，所以高宗发布禁令，官民军士不许吃田鸡，违者论处。南方人期初还十分抗拒，最后田鸡买卖被迫转入地下。

## 轶事
高宗南渡的传说历代民间广泛流传，特别是“泥马渡康王”传说流传更广。高宗南渡中的曾救过高宗渡江的神人崔府君，事后受到了南宋朝廷的尊崇与封赐。这与高宗“神道设教”和稳定政权的手段有直接的关系。